# Le Père prodigue
Le Père prodigue (Here I Am a Stranger) est un film américain réalisé par Roy Del Ruth et sorti en 1939.

## Fiche technique
- Réalisation : Roy Del Ruth
- Scénario : Sam Hellman, Milton Sperling d'après une histoire de Gordon Malherbe Hillman[1]
- Production : 20th Century Fox
- Producteur : Darryl F. Zanuck
- Photographie : Arthur C. Miller, George Barnes
- Musique : David Buttolph
- Montage: Louis R. Loeffler
- Durée : 82 minutes
- Dates de sortie :
  - États-Unis 29 septembre 1939
  - France : 28 février 1940

## Distribution
- Richard Greene : David Paulding
- Richard Dix : Duke Allen
- Brenda Joyce : Simpson Daniels
- Roland Young : Professeur Daniels
- Gladys George : Clara Paulding
- Kay Aldridge : Lillian Bennett
- Russell Gleason : Tom Sortwell
- George Zucco : James K. Spaulding
- Edward Norris : Lester Bennet
- Henry Kolker : R. J. Bennett
- Richard Bond : Digby
- Robert Shaw : Étudiant
- Robert Kellard : Étudiant
- Charles C. Wilson : Rédacteur en chef
- Harry Hayden : Propriétaire
- Minor Watson : Evans
- Robert Homans : Policier Jonesy
- Harold Goodwin